# 原田佐之治
原田 佐之治（はらだ さのじ、1874年（明治7年）3月26日 - 1936年（昭和11年）12月22日）は、日本の政治家、実業家。衆議院議員。徳島県徳島市出身。

## 経歴
徳島市国府町府中で生まれる。号は愛水。15歳で家督を継ぎ、後に慶應義塾で学ぶが中退する。
1903年（明治36年）、徳島県会議員に当選、1913年（大正2年）に徳島県会議長に就任。1918年（大正7年）、第13回衆議院議員総選挙で初当選し、以来、衆議院議員を連続で5期務める。また徳島県酒造試験所理事長、徳島毎日新聞社監査役、徳島倉庫社長などを歴任する。
1936年（昭和11年）12月22日、63歳で没する。